# Варстінс
Варстінс (нід. Warstiens) — село в нідерландській провінції Фрисландія. Входить до муніципалітету Леуварден.
Його площа становить 2,71км², а населення станом на 2021 рік складало 30 осіб.
Перша згадка про населений пункт датується 1477 роком.

## Галерея

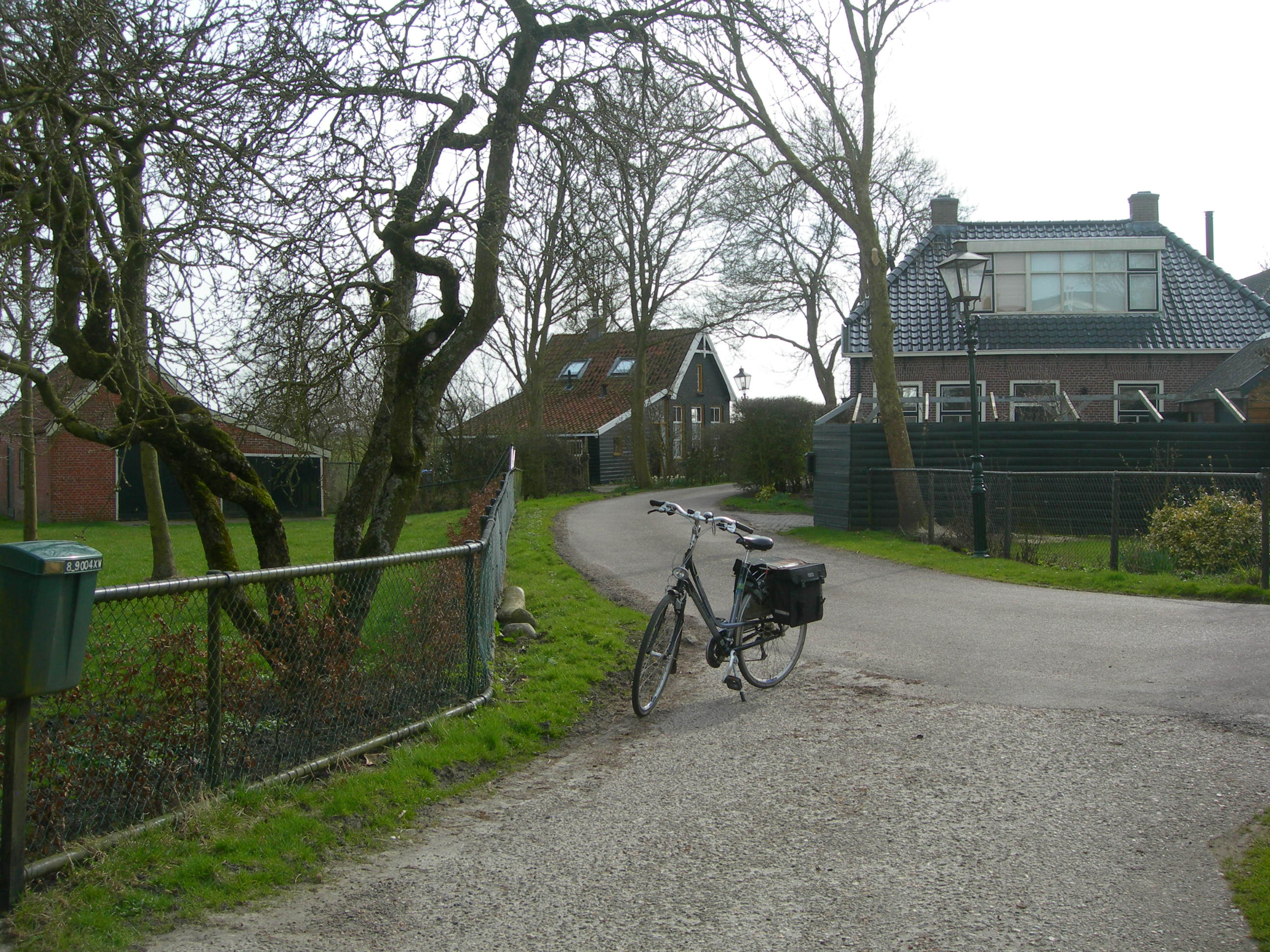
Центр села
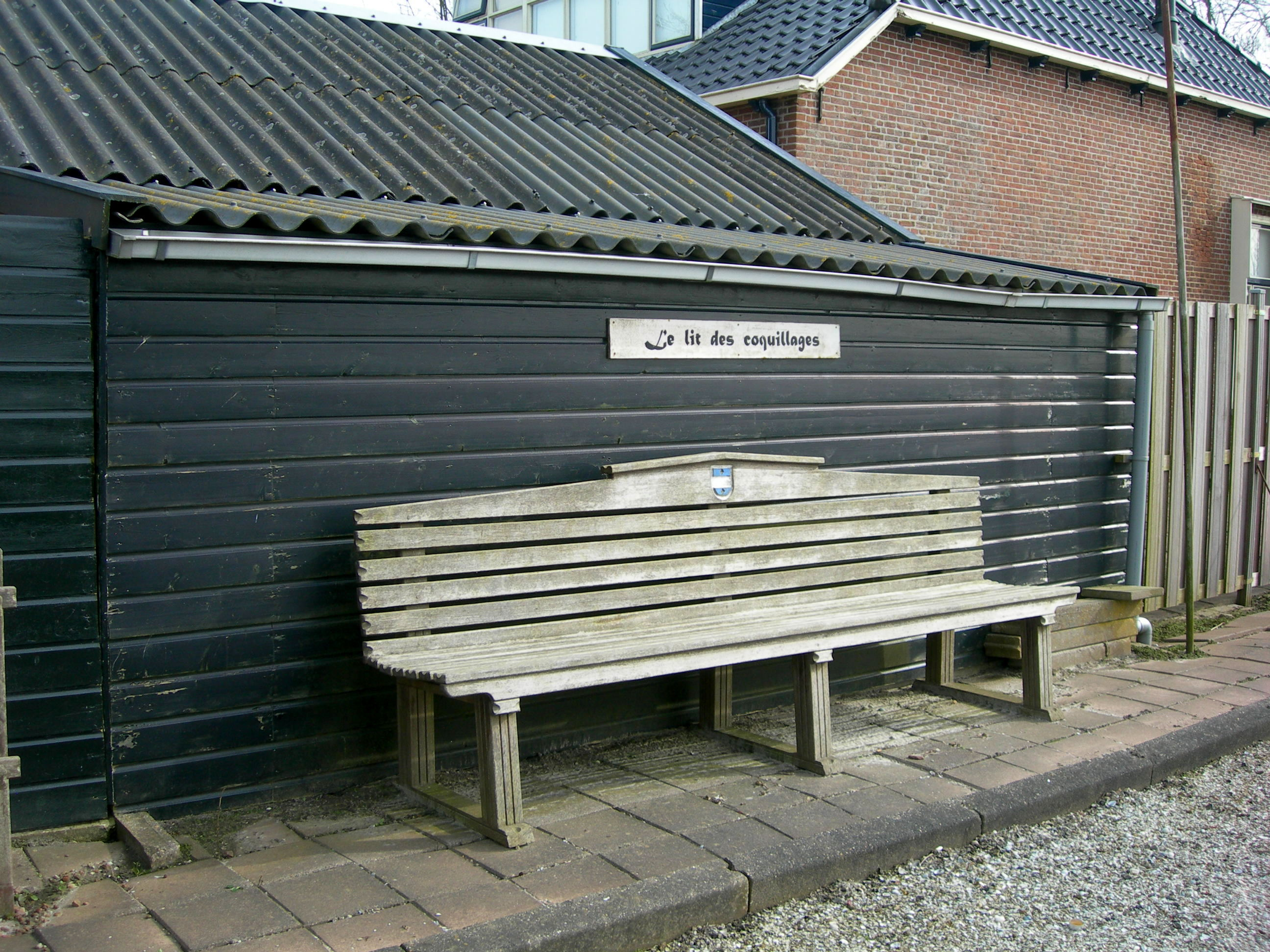
Лава Le lit des coquillages у селі
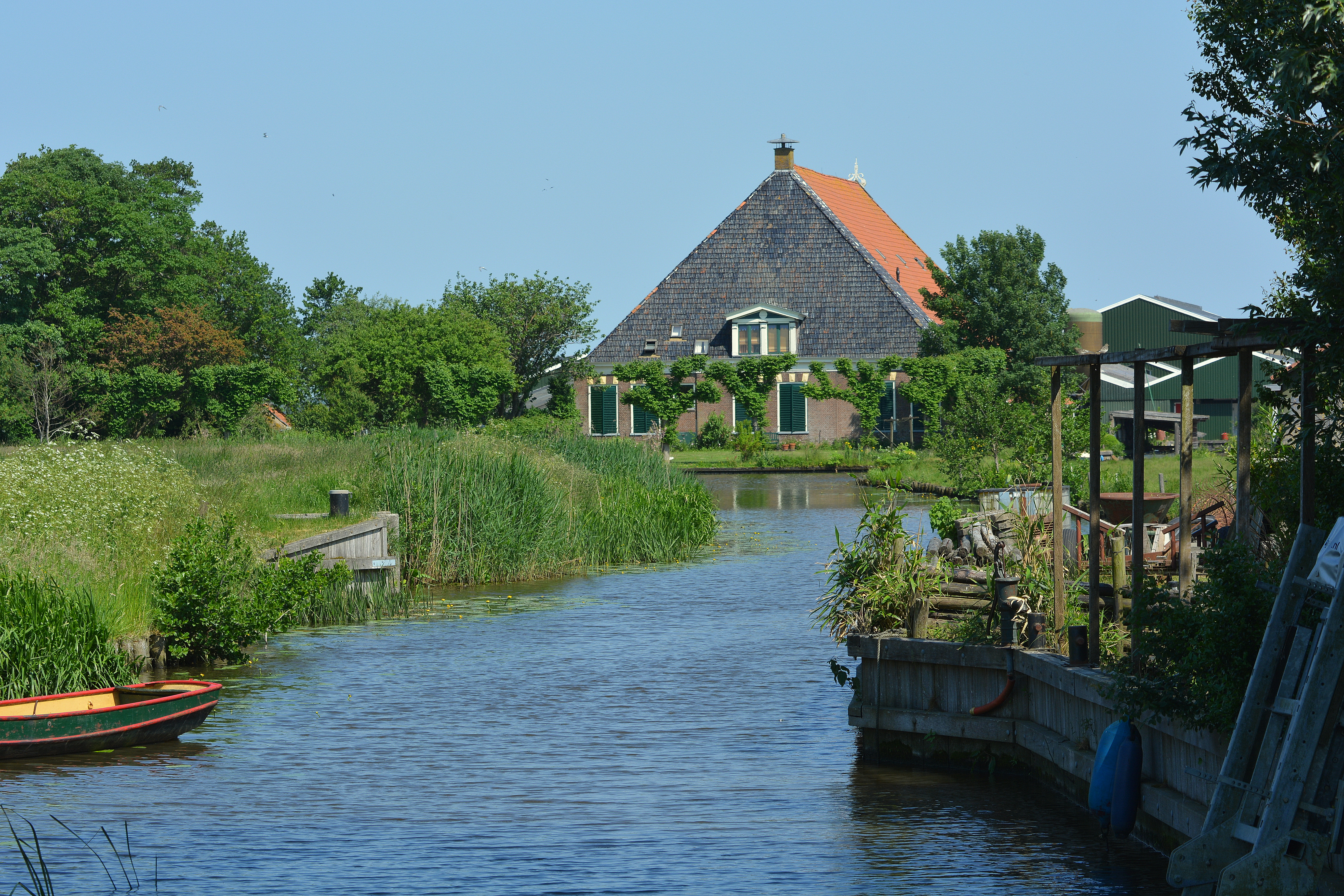
Вид на канал
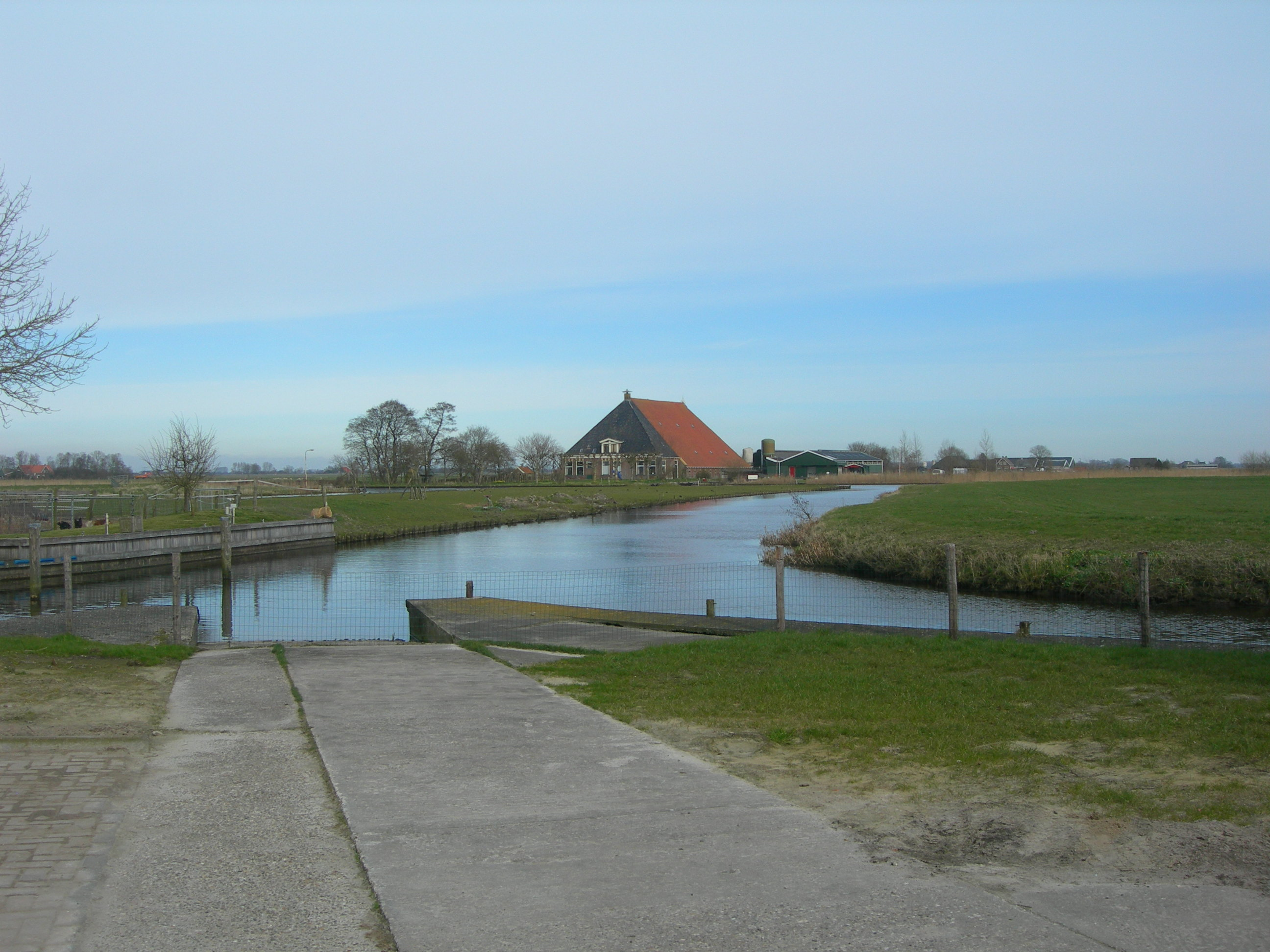
Гавань у Варстінсі